# Didier Santini
Didier Santini (Marsiglia, 7 settembre 1968) è un allenatore di calcio ed ex calciatore francese, di ruolo difensore, tecnico del Rodez.

## Caratteristiche tecniche
Era un terzino sinistro.

## Carriera

### Club
Nel 1989 vinse il double con il Marsiglia giocando una sola sfida di campionato e due incontri di coppa, saltando la finale.
Nel febbraio del 1992 subì un'operazione al ginocchio rimanendo fermo fino al luglio del 1993.
L'8 agosto del 1997 realizza la rete decisiva nella partita Cannes-Tolosa, conclusasi 0-1.
Nel 2000 conquistò la Division 2 con il LOSC Lille.

## Palmarès

### Club

#### Competizioni nazionali
- Campionato francese: 1

Marsiglia: 1988-1989
- Coupe de France: 1

Marsiglia: 1988-1989
- Ligue 2: 1

Lille: 1999-2000